# Gilbertolus
Genre
Gilbertolus est un genre de poissons téléostéens de la famille des Cynodontidae et de l'ordre des Characiformes.

## Liste d'espèces
Selon FishBase (19 juin 2015):
- Gilbertolus alatus (Steindachner, 1878)
- Gilbertolus atratoensis Schultz, 1943
- Gilbertolus maracaiboensis Schultz, 1943